# Семененко, Александр Платонович
Алекса́ндр Плато́нович Семене́нко, в эмиграции Oleksander Semenenko (27 августа 1898, Елисаветград — 1 июня 1978, Нью-Йорк) — украинский адвокат и общественный деятель , второй по счёту бургомистр Харькова.
В январе 1922 г. переехал в Харьков, где учился в Институте народного хозяйства. С 1925 г. — адвокат. В 1937 г. и 1938 г. был арестован, однако в связи с отсутствием доказательств освобождён.
Во время Великой Отечественной войны стал заместителем обер-бургомистра оккупированного Харькова А. И. Крамаренко, а после отстранения того от должности в апреле 1942 г. сам занял эту должность (1942—1943).
С августа 1943 г. выехал из Харькова. В конце войны вошёл в состав Украинского национального комитета.
После войны выехал из Германии в Бразилию, с 1960 г. жил в США, работал клерком юридической фирмы. Издал книгу воспоминаний Kharkiv, Kharkiv (Мюнхен, изд-во «Сучасність», 1977, на англ. яз.)